# Chorismus
Chorismus is een geslacht van kreeftachtigen uit de klasse van de Malacostraca (hogere kreeftachtigen).

## Soorten
- Chorismus antarcticus (Pfeffer, 1887)
- Chorismus tuberculatus Spence Bate, 1888